# アースリングス
『アースリングス』（原題：Earthlings）は、2005年のアメリカ合衆国のドキュメンタリー映画である。earthlingは地球に住む生き物を意味する。この映画はペット、食べ物、衣服、娯楽、動物実験の5つのパートに分かれた動物たちの置かれている状況を示す実際の映像とともに、ホアキン・フェニックスのナレーションによって動物の権利を訴えている。本作の監督はショーン・モンソン、制作はリブラ・マックスとマギー・Qによる共作であり、音楽はモービーによる。また、上記の人物は全員ヴィーガンである。第2作目の『ユニティー』（原題：Unity）は2015年8月公開。

## ペット
この章では安易にペットを飼うことについて疑問を投げかけている。

### 野良犬
ペットのブリーダーは誰にでもなれるため、子犬はしばしは劣悪な環境の中低予算で育てられ、肉体的にも精神的にも問題を抱えて成長する。野良犬は運が良ければシェルターに入れられ、新しい飼い主が見つかるのを待つことになる。毎年少なくとも2500万匹が野良犬になり、純血種の犬の約27%はホームレスになる可能性を秘めており、これらの多くは飼い主によって捨てられたと推測できる。このうちの900万匹は病気や飢え、怪我をしたり野ざらしになったりして死んでしまい、残りの1600万匹のうち収容所が足りない動物たちは殺処分しなければならない。また、収容所に連れてこられるうちの50%はその飼い主によって持ち込まれる。

#### 薬物注射
一般的には薬物注射により苦しませずに動物を死なせる。犬の場合は脚に、猫の場合は胃に注射することもある。

#### ガス室
安楽死させる動物の数が増えすぎると薬物を買う予算が十分になくなり、ガス室を使わざるをえなくなる。狭いガス室に詰め込まれた動物たちはその中で死に絶えるまでに20分かかる。動物を安価に死に至らせることができる代わりに、長く苦しませることになる。

## 食べ物
アメリカだけで1分間に1000回以上、1年間に60億回の屠殺が行なわれている。「自分で食べる肉を自分で屠殺しなければならないなら、みんなベジタリアンになるだろう」と言われている。肉を買う人々はそれがどのようにしてつくられたか、本当のことを知らない。この章では主に牛、豚、家禽、海洋生物を取り上げて、これらの生き物の食べ物としての需要がある限り動物虐待はなくならないと訴えている。

### 牛

#### 焼印
全ての牛は焼印を押される。この作品内では顔に焼印を押される牛の映像が使用されている。

#### 除角
麻酔なしで大きなペンチで行われる。牛は痛みで暴れるため、頭部を押さえつけて行われる。

#### 輸送
他の動物の上に重なってしまうほど狭い荷台に押し込められ、劣悪な環境で輸送されていく。途中で死んでしまうものもいる。

#### 搾乳
乳牛は鎖で一日中繋がれて運動することができない。牛乳の生産性の向上のため、殺虫剤や抗生物質が使用される。一般的に牛の寿命は20年ほどだが、乳牛は4年以内に死んでしまい、その肉はハンバーガーの原料としてファーストフードレストランで使用される。

#### 家畜銃
家畜銃は動物を痛みを感じさせずに気絶させる	よう設計されている。圧縮された空気によって打ち出された鋼鉄製のボルトが家畜の脳に突き刺さる。

#### 出血
様々な屠殺方法が存在するが、あるマサチューセッツの施設では逆さ吊りにして喉を切る方法がとられている。肉と同様にその血も使うため、喉から流れ出る血もとっている。家畜銃によって気絶させたと思っても、まだ意識があることがある。これは珍しいことではなく、牛たちはしばしば大量出血しながらも意識を保ったまま食肉加工ラインに乗せられる。

#### ノッキングボックス
牛一頭が入れる大きさの金属製の箱に入れられて、上から家畜銃で頭部を撃つ。壁の一辺が回転することで気を失った牛を放り出して次々と流れ作業で家畜を気絶させる。

#### コーシャ(カシュルート)の屠殺
アメリカ最大のコーシャの屠殺場では、ユダヤ教の掟に従った宗教的な屠殺方法であるシェキータに則って最小の損傷で牛を解体する。電撃棒で動けないようにした上で喉を切りやすいように逆さまにして気管や食道、喉を切り裂いた後、血が止まるまで放置する。

#### 子牛の肉
食用子牛は生まれて二日で母親から引き離され、首を縛られ、筋肉の発達に制限をかけるために鉄分の不十分な液体を餌として与えられる。子牛は電灯をつけられて夜も寝られない状態で過ごした末、4ヶ月後に屠殺される。

### 豚
多くの畜産工場は出産マシーンと化し、雌豚は人工授精によって絶え間なく妊娠させられる。大きな畜産工場では年間5-6万頭の豚を生産する。繁殖用の檻は身動きできないほど狭いものもあり、裂開した傷口や膿は放置されたまま育てられ、共食いも起こる。排泄溝に落ちた個体は放置されて死んでしまう。

#### 尻尾、耳の切断
狭い空間でのストレスから家畜が尾を噛み合わないよう尻尾や耳は切除する。どちらも麻酔なしで行われる。歯も同じ理由で切断される。

#### 去勢
より脂肪分の多い肉ができると考えて去勢されるが、これも乱雑な方法で鎮痛剤や麻酔なしで行われる。

#### 電撃棒
電撃棒は家畜に言うことを聞かせるために使われる。

#### 電撃による屠殺
屠殺方法の一つとして電流の流れる用具で豚の首を挟み、感電死させる方法がある。

#### 喉の切り裂き
逆さ吊りにして喉を切り裂き失血死させることが最も安価な屠殺方法。

#### 茹でて毛を取り除く
血を抜くために逆さ吊りにされた豚はまだ生きているものも熱湯に沈められ茹でられた後、専用の機械で毛を取り除かれる。

### 家禽
近年アメリカ国内での1日の鶏の消費量は1930年の1年間の消費量を上回るほど伸びており、アメリカ最大のブロイラー工場は850万羽の鶏を屠殺する。

#### 嘴の切断
狭い飼育場所によるストレスから鶏がつつき合わないように嘴を切断する。効率化のため雛のうちに毎分15羽という早さでずさんな処理をし、失敗した場合雛は深刻な傷を負うことになる。

#### 飼育環境
一つの建物に6千から9千の鶏がすし詰めで飼育されている。雛鳥は倉庫で羽も広げられない狭い金網の中に入れられ、多くは金網で擦れて羽が抜け落ちている。

#### 輸送
輸送中には積載過剰の貧弱なカゴに入れられ、他の鶏の重みで潰されて多くが死んでしまう。

#### 屠殺
鶏や七面鳥は撲殺されたり、首を切り落とされてし死ぬ。多くの鳥は工場のベルトコンベアに逆さ吊りにされ、機械的に首を切られて失血死するまで放置される。

### 海産物

#### 漁業
今日の漁業は巨大化し、フットボール場サイズのトロール網を利用して魚を捕まえている。すでに13-17の主な漁場は取り尽くされて資源が深刻なまでに減少しおり、その他の地域でも乱獲が続いている。

#### クジラ
国際捕鯨委員会は1985年に商業捕鯨を禁止したが、多くの国は捕獲を続け珍しい肉だとうたって未だにクジラ肉を売っている。捕鯨にはもり、小火器、鎌、爆発物も使われたり、捕鯨が許可されている港に追い込んで仕留める。

#### イルカ
毎年10月から3月の間にたくさんのイルカが日本の小さな町で殺されている。海中に沈めた音波を発する棒でイルカの方向感覚を狂わせて捕まえる。イルカは傷ついた家族を決して見捨てないため、漁師は捕まえたイルカを槍やナイフで突き刺し、親子で捕まえる。捕まえられたイルカはコンクリートの上で腹を割かれ、窒息死するまで放置される。イルカの肉はクジラ肉と偽造されて売られることもある。

## 服
この章では人々が身につけている服はどこから来たかと問いかけている。

### 革
革の需要は主にアメリカ、ドイツ、イギリスから生まれており、ほとんどの人が身につけていながらそれがどこから来たのかはほとんど知らない。インドでは毎週1,000頭の牛が革をとるために殺されている。

#### 拘束
インドのほとんどの地域では牛の屠殺が禁じられたため、合法的に殺すことのできる地域まで移動させるようになった。牛たちは互いに足かせと縄で拘束され、数日間かけて移動する。

#### 輸送と疲労
暑さと土けむりの中を餌や水を抜きで歩かされ、強いストレスのために多くの牛は倒れて歩けなくなる。　トラックに無理やり乗せられてからも騒音や揺れで病気になることがある。

#### 尾の骨折
立てなくなった牛は尻尾を何度もへし曲げて痛みで立ち上がらせるため、尾の骨は折れてしまう。

#### ハンドラー
ハンドラーと呼ばれる牛の移動を仕事とする人々は牛を絶えず歩かせるために鼻のロープを引っ張り、首や角、尻尾を捻る。歩かせるためには香辛料やタバコを目の中に入れたりする。

#### 屠殺
輸送による疲労や飢えで、屠殺場に着いた頃にはほとんどの牛は死にそうになっている。切れ味の悪いナイフで徐々に切り裂かれていく。

#### 革なめし
クロムや化学薬品につけている。強力な化学薬品は作業している人間にも影響を与えている。

### 毛皮
アメリカだけで2500万匹、1年間で1億匹の野生動物が殺されている。動物たちは狩りや罠で捕まえられて毛皮工場に送られる。

#### 檻
野生動物は狭い檻に入れられることに慣れていないため、監禁状態のストレスのためおかしくなってしまう。

#### 怪我とゆっくりと訪れる死
骨折し骨が露出したり、失明、感染症、脱水症状や栄養失調になりながら寒い檻の中で徐々に死を迎えていく。

#### 屠殺
毛皮用動物には保護する法律がないため、動物たちは最も安価な方法で殺される。一酸化炭素中毒、神経系毒薬、窒息死、首を折ったり、肛門から直腸に針を挿入し金属棒を咬ませて電気を流すなど様々な方法がとられる、毛皮を取り除いた後の死骸は檻の中の動物に食べさせる。

## 娯楽

### ロデオ
ブルやブロンコが暴れるのは野生で人を乗せたことがないためではなく、安全ベルトが生殖器に当たって痛がっているからである。動物たちは人間に与えられた苦痛から逃げるために暴れたり走り回ったりしている。

### 投げ縄
怯えて全速力で走っている動物の首に縄をかけて、強く引っ張ることで地面に倒す競技。

### 賭け
競馬やドッグレースなどいたるところで動物たちは賭けに使われており、しばしば過酷なトレーニングをさせられている。

### 狩猟
ハンターは鹿、うさぎ、リスなど年間2億匹の野生動物を殺している。人々は生きた標的を追うスポーツとして楽しんでいる。

### 釣り
ある調査では魚は哺乳類と同じように痛みを感じているという。

### サーカス
動物たちに片足立ち、炎や水の中への飛び込み、高所での演技など危険で不自然なことを強いているか、サーカスを見に行く時に考えることがあるだろうか。動物たちは調教師に与えられる罰を恐れて、生涯の95%を鎖で繋がれて過ごす。

### 動物園
捕まえられた野生動物は自然から引き離され、遠い異国の地で見世物になる。その土地にいないはずの珍しい動物を見たがる人がいる限り、動物園は存在し続ける。

### 闘牛
多くの著名な闘牛士の報告によると、雄牛はわざと鎮静剤や下剤などで弱らせてあるという。ショーの前に48時間の間暗闇に閉じ込められて、目が見えないまま明るい場所に放たれることもある。雄牛が疲れ果てたところで後ろから首にナイフを刺し、大量出血させるために掻き回す。

## 動物実験

### 生体解剖
人間のためのアレルギー治療法を発見するために人工的に動物を病気にさせている。故意に引き起こされた病気と人間のかかる病気は違うが、科学者は動物実験が唯一の方法だという。

### 医学実験
電気を流す、麻酔なしでの手術、バーナーで炙って火傷を負わせる、飲食物を与えない、肉体的かつ身体的拷問、感染症。ペンシルベニア大学では自動車事故やサッカー、野球などの怪我を再現するためにバブーンの頭部に金属ヘルメットをセメントで結合し、1,000Gの力で60度に首を曲げることを繰り返す実験が行なわれている。

### 軍事実験
猿を大気圏外に送る、犬に原子爆弾の爆風をテスト、霊長類を放射線にさらすなどの実験が行なわれている。

## 受賞
- Artist Film Festival & Awards（英語版）ベストドキュメンタリー賞
- ボストン国際映画祭（英語版）ベストコンテンツ賞
- サンディエゴ映画祭 ベストドキュメンタリーフィルム賞